# OR10AG1
OR10AG1 (англ. Olfactory receptor family 10 subfamily AG member 1) – білок, який кодується однойменним геном, розташованим у людей на короткому плечі 11-ї хромосоми. Довжина поліпептидного ланцюга білка становить 301 амінокислот, а молекулярна маса — 34 105.
| 10         |  | 20         |  | 30         |  | 40         |  | 50         |
| ---------- |  | ---------- |  | ---------- |  | ---------- |  | ---------- |
| MEFVLLGFSD |  | IPNLHWMLFS |  | IFLLMYLMIL |  | MCNGIIILLI |  | KIHPALQTPM |
| YFFLSNFSLL |  | EICYVTIIIP |  | RMLMDIWTQK |  | GNISLFACAT |  | QMCFFLMLGG |
| TECLLLTVMA |  | YDRYVAICKP |  | LQYPLVMNHK |  | VCIQLIIASW |  | TITIPVVIGE |
| TCQIFLLPFC |  | GTNTINHFFC |  | DIPPILKLAC |  | GNIFVNEITV |  | HVVAVVFITV |
| PFLLIVVSYG |  | KIISNILKLS |  | SARGKAKAFS |  | TCSSHLIVVI |  | LFFGAGTITY |
| LQPKPHQFQR |  | MGKLISLFYT |  | ILIPTLNPII |  | YTLRNKDIMV |  | ALRKLLAKLL |
| T          |  |            |  |            |  |            |  |            |

A: Аланін

C: Цистеїн

D: Аспарагінова кислота

E: Глутамінова кислота

F: Фенілаланін

G: Гліцин

H: Гістидин

I: Ізолейцин

K: Лізин

L: Лейцин

M: Метіонін

N: Аспарагін

P: Пролін

Q: Глутамін

R: Аргінін

S: Серин

T: Треонін

V: Валін

W: Триптофан

Кодований геном білок за функціями належить до рецепторів, g-білокспряжених рецепторів, білків внутрішньоклітинного сигналінгу. 
Локалізований у клітинній мембрані, мембрані.